# Protestas en Irán de 2011
Las Protestas en Irán de 2011 fueron una serie de manifestaciones en la República Islámica de Irán que comenzaron el 14 de febrero y terminaron el 15 de abril de 2011 y que son al menos en parte una continuación de las protestas post-electorales de 2009; fueron influenciadas por la entonces incipiente Primavera Árabe del mismo año.

## Trasfondo
En diciembre de 2010, a un año de las protestas post-electorales en Irán, una ola de protestas empezarían a surgir en todo el Oriente Próximo, incluyendo el Magreb. Empezando con el derrocamiento de Ben Ali en Túnez el 14 de enero, millones de personas comenzaron a manifestarse en un amplio movimiento destinado a influir en reformas importantes, e incluso a derrocar gobiernos autoritarios, movimientos que han tenido diferentes grados de éxito.
El pueblo egipcio exigió durante 18 días de protestas la renuncia de Hosni Mubarak,
 hasta que el vicepresidente Omar Suleiman anunció la renuncia de éste y se transfirió el poder a una junta militar formada por el Consejo Supremo de las Fuerzas Armadas.
El 27 de enero en Irán, el grupo opositor Movimiento Verde anunció una serie de protestas en contra del gobierno iraní que tendrían lugar antes de la marcha del Día de la Revolución que se celebra en el 11 de febrero.

El 9 de febrero de 2011, varios grupos opositores de Irán, enviaron una carta al Ministerio del Interior, solicitando permiso para protestar bajo el control policíaco, mas los funcionarios del gobierno lo rechazaron.
A pesar de estos contratiempos y la represión contra activistas y miembros de partidos de la oposición, líderes de la oposición tales como Mir Hosein Musaví y Mehdí Karrubí, hicieron un llamado para manifestarse. 

## Las protestas
La fecha del 14 de febrero fue elegida para las protestas para que coincidiera con el 25 de Bahman, que es el undécimo mes del calendario persa. El día anterior al que se tenía pautado el inicio de las protestas, Musaví y Mehdí Karrubí fueron puestos bajo arresto domiciliario y se les fue negado el acceso a la telefonía y al Internet. Sus casas fueron asediadas y no se les permitió tener visitas. Ya en el 14 de febrero, miles de personas se congregaban en un mitin de solidaridad con Egipto y Túnez. Hubo un gran número de policías en las calles para mantener en vigilancia a los manifestantes, aunque millares de ellos todavía eran capaces de congregarse en la Plaza Azadi (o Plaza de la Libertad) de Teherán. El número de manifestantes es desconocido y diferentes fuentes dan una amplia gama de evaluaciones, que varían de miles a cientos de miles.
Las reuniones de solidaridad se convirtieron en una rebelión antigubernamental en el que la policía atacó con gases lacrimógenos y balas de goma a los manifestados, quienes en respuesta prendieron fuego a los contenedores de basura para protegerse.
Secuencias de video muestran a un civil siendo violentamente golpeado por un grupo de manifestantes.
Se reportaron diversos alzamientos en ciudades como Isfahán y Shiraz que la policía dispersó por la fuerza, así como en Rasht, Mashhad y Kermanshah.

## Incidentes diplomáticos
El cónsul español en Irán, Ignacio Pérez-Cambra, fue apresado el 14 de febrero cuando estaba frente a las puertas de la legación diplomática española y permaneció detenido durante cuatro horas, violando su inmunidad diplomática. Fue acusado de ser parte de las manifestaciones contra el sistema de gobierno iraní. España exigió explicaciones a Irán por el muy grave e inaceptable incidente. España aseveró que si Irán no se disculpaba por el arresto de su diplomático, retiraría a su embajador en Teherán, a la vez que anunciaba que suspendería la visita a Madrid de un alto oficial diplomático iraní.
El 17 de febrero, después de que diez países de la Unión Europea se sumasen a la protesta española y le expresasen su malestar a Irán, el ministro de Asuntos Exteriores iraní, Ali Akbar Salehi, llamó a Trinidad Jiménez, su homóloga española, para pedir disculpas.

## Protestas y arrestos 2 de marzo
Informes procedentes de Irán se refieren al arresto de más de doscientas personas, mientras trataban de manifestarse en las calles de la capital, Teherán, y otras ciudades del interior de la nación persa, debido a la detención de dos líderes de la oposición reformistas, Husein Musaví y Mehdi Karrubi. Hay páginas electrónicas que aseguran que los dos líderes opositores han sido trasladados desde su casa, donde permanecían bajo arresto domiciliario, a una prisión en el este de la capital.